# Skeyton
Skeyton est un village et une paroisse civile du Norfolk, en Angleterre.